# 臣道联盟

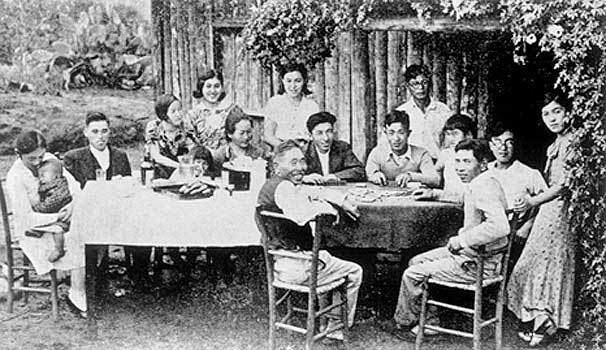
1930年代巴斯圖斯的一個日本裔巴西人家庭

臣道联盟（日语：臣道聯盟，臣道連盟），是第二次世界大战之后，南美洲的大日本帝国移民组建的国粹团体。

## 沿革
1941年，太平洋战争爆发，大日本帝国和美国开战，大日本帝国政府把部分日本人转移到南美洲，这些大日本帝国移民从此成了南美洲居民，尤其是巴西。由于移民政策，使得巴西成了日本本土以外日本人最多的国家，有150万。
1945年，大日本帝国投降，但是在巴西的大日本帝国军官却不承认大日本帝国战败投降的历史事实，掩盖真相，维护大日本帝国荣耀，甚至屠杀自己的同胞来掩盖真相。堅信日本戰勝的「勝利派」（勝ち組）日僑組成臣道联盟，用报纸、杂志、广播向日侨宣传大日本帝国得胜的假消息，制作假币宣传大日本帝国占领了的国家，而日侨可以拿这些假币去购买占领国的商品。
知道大日本帝国已经战败投降的日侨，為「敗戰派」（負け組），招致臣道联盟的逼迫。他们叫坚持真相的日侨用武士刀剖腹自杀，不服从的日侨就被特工队暗杀。
1940年代末，巴西政府为了维护国家稳定和社会安全，指示安全部门对臣道联盟进行抓捕，逮捕了部分成员，没收了他们的报纸、假币、杂志等，这个团体从此溃散。
随着时间的推移，第二次世界大战已经结束了六十多年，部分在巴西的日侨认为今天的日本政府应该为当年发动战争侵略韩国、朝鲜、中国大陆、香港、台湾、菲律宾、东南亚国家等道歉和认罪。

## 衍生作品
《肮脏的心》又名《叛国者》，巴西作家费尔南多·莫赖斯的长篇小说，它又被改编成同名电影。